# دبليو دبليو اي كونفيدنشال
دبليو دبليو اي كونفيدنشال (بالإنجليزية:WWE Confidential) كان برنامج تلفزيوني أمريكي يختص بمواضيع مصارعة المحترفين وقد أنتجته شركة دبليو دبليو إي . تم بثه على قناة سبايك تي في كل أسبوع يوم السبت ليلا بين عامي 2002-2004 ولقد قدمة المعلق الرياضي المخضرم جين أوكرلند.

## روابط خارجية
- دبليو دبليو اي كونفيدنشال على موقع IMDb (الإنجليزية)
- دبليو دبليو اي كونفيدنشال على موقع ميتاكريتيك (الإنجليزية)
- دبليو دبليو اي كونفيدنشال على موقع قاعدة بيانات الفيلم (الإنجليزية)